# Smash Hits of '63
Smash Hits of '63! è un album di Ray Anthony, pubblicato dalla Capitol Records nel giugno del 1963.
Una rivisitazione in chiave jazz di brani di maggior successo del periodo.

## Tracce
Lato A
1. Cast Your Fate to the Wind – 2:35 (Vince Guaraldi) – Registrato il 10 aprile 1963 al Capitol Tower Studios di Hollywood, California
2. On Broadway – 2:07 (Barry Mann, Cynthia Weil, Jerry Leiber, Mike Stoller) – Registrato il 11 aprile 1963 al Capitol Tower Studios di Hollywood, California
3. Meditation (Meditação) – 2:35 (Antônio Carlos Jobim, Newton Mendonça) – Registrato il 10 aprile 1963 al Capitol Tower Studios di Hollywood, California
4. End of the World – 2:33 (Sylvia Dee, Arthur Kent) – Registrato il 11 aprile 1963 al Capitol Tower Studios di Hollywood, California
5. Our Day Will Come – 2:45 (Bob Hilliard, Mort Garson) – Registrato il 10 aprile 1963 al Capitol Tower Studios di Hollywood, California
6. I Wanna Be Around – 2:20 (Sadie Vimmerstedt, Johnny Mercer) – Registrato il 11 aprile 1963 al Capitol Tower Studios di Hollywood, California

Lato B
1. You're the Reason I'm Living – 2:22 (Bobby Darin) – Registrato il 11 aprile 1963 al Capitol Tower Studios di Hollywood, California
2. Love for Sale – 2:15 (Cole Porter) – Registrato il 10 aprile 1963 al Capitol Tower Studios di Hollywood, California
3. I'm Just a Country Boy – 2:23 (Fred Hellerman, Marshall Baker) – Registrato il 11 aprile 1963 al Capitol Tower Studios di Hollywood, California
4. Preacherman – 1:53 (Horace Silver) – Registrato il 10 aprile 1963 al Capitol Tower Studios di Hollywood, California
5. Days of Wine and Roses – 2:00 (Johnny Mercer, Henry Mancini) – Registrato il 11 aprile 1963 al Capitol Tower Studios di Hollywood, California
6. Walk Right In – 2:23 (Gus Cannon, Hosea Woods) – Registrato il 10 aprile 1963 al Capitol Tower Studios di Hollywood, California

## Musicisti
- Ray Anthony - tromba
- Lew McCreary - tromba
- Bob Hardaway - sassofono tenore
- Leo Anthony - sassofono baritono
- Kellie Green - pianoforte
- Don Simpson - contrabbasso
- Nick Ceroli - batteria
- Sconosciuti - voce, accompagnamento vocale, cori